# Eumanota humeralis
Eumanota humeralis är en tvåvingeart som beskrevs av Edwards 1933. Eumanota humeralis ingår i släktet Eumanota och familjen svampmyggor. Inga underarter finns listade i Catalogue of Life.